# Gland (Yonne)
Gland ist eine französische Gemeinde mit 41 Einwohnern (Stand: 1. Januar 2022) im Département Yonne in der Region Bourgogne-Franche-Comté (vor 2016 Bourgogne) im Osten Frankreichs. Die Gemeinde gehört zum Arrondissement Avallon und zum Kanton Tonnerrois (bis 2015 Cruzy-le-Châtel). Die Einwohner werden Glandinois genannt.

## Geografie
Gland liegt etwa 50 Kilometer östlich von Auxerre am Flüsschen Baon, das hier noch Ruisseau de Boutellier genannt wird. Umgeben wird Gland von den Nachbargemeinden Cruzy-le-Châtel im Norden und Nordosten, Sennevoy-le-Haut im Osten, Stigny im Süden und Südosten, Chassignelles und Ancy-le-Franc im Südwesten, Ancy-le-Libre im Westen sowie Pimelles im Nordwesten.

## Bevölkerungsentwicklung
| Jahr                      | 1962 | 1968 | 1975 | 1982 | 1990 | 1999 | 2006 | 2013 |
| ------------------------- | ---- | ---- | ---- | ---- | ---- | ---- | ---- | ---- |
| Einwohner                 | 100  | 58   | 59   | 56   | 42   | 46   | 50   | 37   |
| Quelle: Cassini und INSEE |      |      |      |      |      |      |      |      |

## Sehenswürdigkeiten

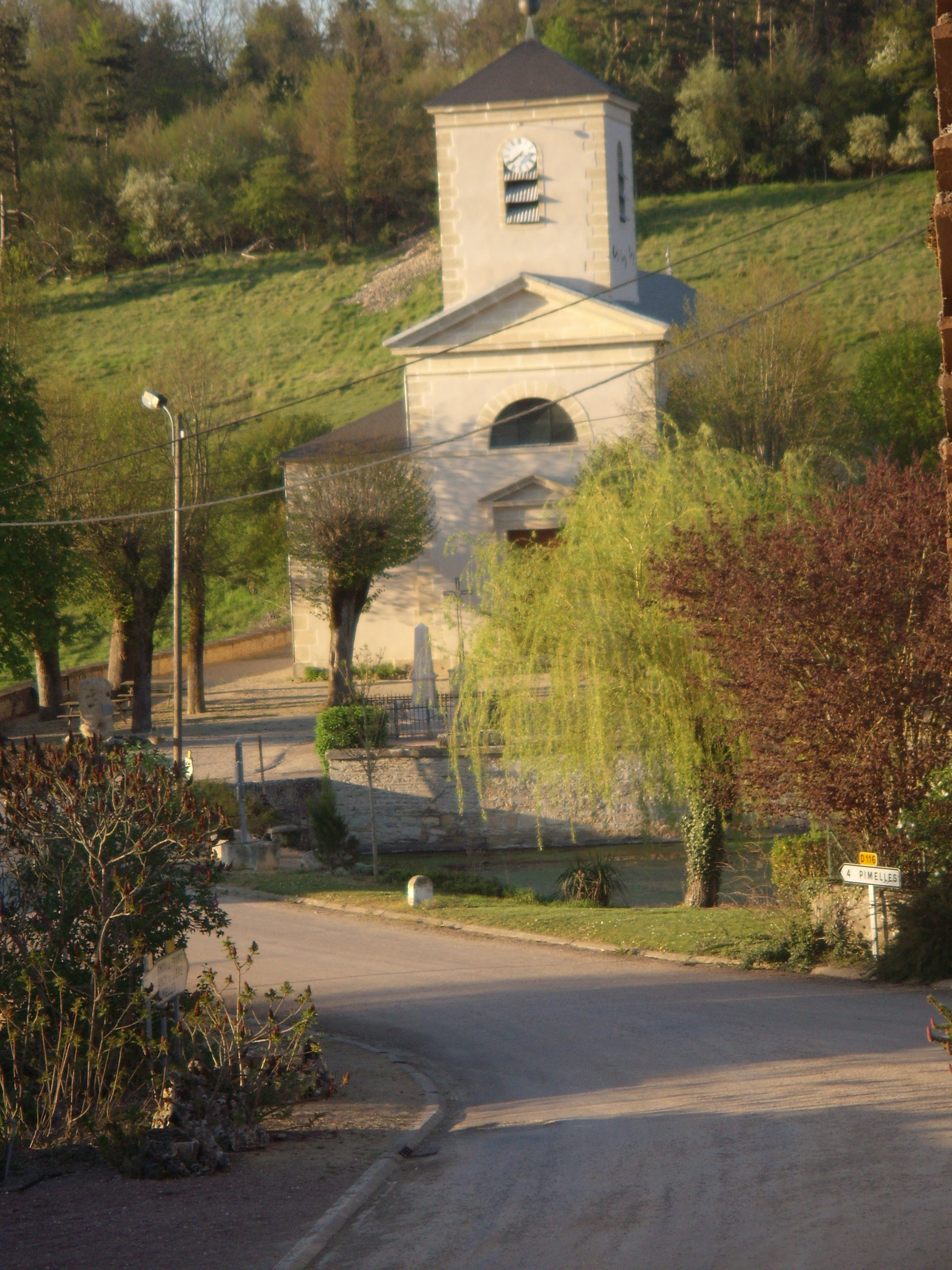
Kirche

- Kirche von 1827